# Oppidum de Villejoubert
L'oppidum de Villejoubert est un site archéologique (époque de la Tène 3) situé sur la commune de Saint-Denis-des-Murs, dans le département de la Haute-Vienne, en France.
Il s'agit d'un des principaux sites archéologiques de l'âge du fer en Limousin, qui d'après les recherches correspond au chef-lieu du peuple gaulois des Lémovices, qui occupaient l'essentiel de l'actuel territoire limousin au Ier siècle av. J.-C..
Portant le nom du hameau situé à sa proximité, cet oppidum protohistorique, a été classé comme monument historique en 1981 et 1989 et inscrit en 1988.

## Description
L'oppidum de Villejoubert est une fortification de type éperon barré établie à la confluence entre la Vienne et la Maulde. L'établissement, daté de la période finale de La tène, est délimité par un rempart extérieur à l'est, qui offre à l'oppidum une surface interne approchant les 300 hectares. Un second rempart se trouve à l'intérieur du premier. Enfin, un enclos quadrangulaire, à la fonction indéterminée, se trouve à proximité du confluent.

## Histoire
L'oppidum de Villejoubert s'impose comme le site dominant du territoire des Lémovices, comprenant une multitude d'autres sites d'habitat fortifiés.

## Fouilles
Différentes opérations de fouilles ont lieu sur place.
En 1923, Charles Gorceix et Franck Delage y trouvent une hache en fer, un massicot d'étain, des objets de bronze et des poteries.